# Platypalpus gracilipes
Platypalpus gracilipes är en tvåvingeart som beskrevs av Smith 1967. Platypalpus gracilipes ingår i släktet Platypalpus och familjen puckeldansflugor.
Artens utbredningsområde är Tanzania. Inga underarter finns listade i Catalogue of Life.